# Jan Karol I
Jan Karol I, właśc. Juan Carlos I Alfonso Víctor María de Borbón y Borbón-Dos Sicilias (ur. 5 stycznia 1938 w Rzymie) – król Hiszpanii z dynastii Burbonów w latach 1975–2014. Syn Juana de Borbón, hrabiego Barcelony i Marii de las Mercedes de Borbón, księżniczki Obojga Sycylii.
Urodził się w amerykańskim szpitalu w Rzymie, 5 stycznia 1938, jako pierwszy syn hrabiego Barcelony, wnuk króla Hiszpanii – Alfonsa XIII. Otrzymał imiona na cześć ojca i dziadka Karola Tankreda (Carlosa Tancredi). Juan Carlos ma dwie siostry: starszą Pilar (ur. 1936-2020) i młodszą Małgorzatę (ur. 1939). Miał także młodszego brata Alfonsa (1941–1956), który zginął tragicznie, czyszcząc rewolwer.

## Imię
W polskim piśmiennictwie przyjęło się zapisywanie imion panujących monarchów z kręgu kultury łacińskiej, również tych współczesnych, w spolszczonej formie ich imienia. Jednak przypadek Juana Carlosa jest tu jednym z nielicznych wyjątków. Zarówno w polskojęzycznych mediach, jak i w literaturze naukowej przyjęło się zapisywać jego imię w formie hiszpańskiej (kastylijskiej), to znaczy Juan Carlos. Zapis spolszczony Jan Karol jest używany jedynie sporadycznie.
Pełne imię króla brzmi: Juan Carlos Alfonso Víctor María de Borbón y Borbón-Dos Sicilias. Wszystkie imiona otrzymał na cześć swoich przodków. Imię Juan odziedziczył po ojcu Juanie de Borbón y Battenberg, imię Carlos po dziadku Carlosie Tancredo de Borbón-Dos Sicilias, imię Alfonso i Víctor otrzymał po dziadkach z linii miecza królu Hiszpanii Alfonsie XIII i jego żonie Wiktorii Eugenii Battenberg, zaś imię María odziedziczył po matce Maríi de las Mercedes de Bórbon-Dos Sicilias y Orléans.

## Życiorys

### Młodość
Ojciec przyszłego króla, Juan de Borbón, opuścił Hiszpanię po abdykacji swojego ojca Alfonsa XIII w 1931 r. i proklamowaniu republiki. Zarówno ojciec Alfons XIII, jak i Juan znani byli z liberalnych poglądów. Generał Francisco Franco poszukując dla siebie następcy złożył Juanowi, znanemu z ambicji odzyskania tronu propozycję, by oddał mu na wychowanie syna jako swojego następcę. Franco chciał zagwarantować sobie w ten sposób, że wychowa Juana Carlosa zgodnie ze swoimi przekonaniami. Ostatecznie Juan wyraził zgodę i dziesięcioletni Juan Carlos w 1948 r. przybył do Hiszpanii, gdzie trafił do specjalnie stworzonej dla niego szkoły i razem ze swoim kuzynem – Karolem Sycylijskim, rozpoczął naukę.
Po ukończeniu szkoły odbył studia w akademiach marynarki wojennej, sił lądowych i lotnictwa, a następnie ukończył prawo i ekonomię.
Przez generała Francisco Franco był uważany za przyszłego przywódcę kraju i przygotowywany do objęcia tej funkcji. Zgodnie z radą otrzymaną od ojca przed wyjazdem do Hiszpanii, nie prezentował poglądów, był wycofany i uległy, dzięki czemu zyskał akceptację Franco. Jednocześnie pełnił funkcje reprezentacyjne, jednak był mało rozpoznawalny w społeczeństwie. W 1967 roku gen. Franco wydał dekret, w którym ogłosił Jana Karola swoim następcą. Pod koniec życia Franco, w latach 1973–1975 pełnił obowiązki głowy państwa.
W listopadzie 1975 roku król Maroka Hassan II zorganizował tzw. Zielony Marsz, podczas którego 300 tysięcy marokańskich kobiet i dzieci weszło na teren Sahary Hiszpańskiej. Wówczas Juan Carlos wezwał do siebie ministrów oraz dowódców sztabów i kategorycznie zabronił im rozpoczynania wojny z Marokiem, a następnie pomimo ich oporu poleciał do stolicy kolonii, by wyegzekwować wykonanie rozkazu przez miejscową administrację. Dwa tygodnie później doprowadził do zawarcia umów madryckich, które umożliwiły przekazanie Maroku terytoriów saharyjskich.

### Król Hiszpanii
Dwa dni po śmierci Francisco Franco, 22 listopada 1975 objął tron jako Juan Carlos I. Po wstąpieniu na tron opowiedział się za demontażem systemu zbudowanego przez Franco i za przyjęciem przez Hiszpanię ustroju demokratycznego. Prawowitość panowania Juana Carlosa została potwierdzona, kiedy jego ojciec zrzekł się praw do tronu na rzecz jego w 1977.
Stanowisko króla zdecydowało o porażce wojskowego zamachu stanu 23 lutego 1981 r., gdy z polecenia dowódcy okręgu Walencji gen. Jaime Milansa del Boscha płk Antonio Tejero Molina opanował parlament i aresztował posłów. Sprawcą ich działań był dowódca okręgu Léridy gen. Alfonso Armada y Comyn, który powoływał się na rzekome poparcie Juana Carlosa dla zamachu. Dzięki natychmiastowej reakcji monarchy, który telefonicznie skontaktował się ze wszystkimi najważniejszymi generałami, zamach został zduszony.
Jego rola w rządach spadła w grudniu 1978 roku, wraz z uchwaleniem konstytucji, która odebrała mu możliwość sprawowania władzy. Jego aktywna rola w hiszpańskiej polityce zakończyła się wraz z rozpoczęciem rządów socjalistycznego premiera Felipe Gonzáleza w 1982. Został odznaczony m.in. polskim Orderem Orła Białego (2001).
Miał udział w transformacji od dyktatury do demokracji w Argentynie, Brazylii, Chile i Urugwaju.
Wielka popularność monarchy (w 2008 roku był najpopularniejszym politykiem w Iberoameryce) zaczęła od 2012 roku słabnąć po skandalach w rodzinie; części społeczeństwa przeszkadzał tryb życia króla, podczas gdy kraj zmagał się z kryzysem finansowym. W dodatku Juan Carlos zaczął podupadać na zdrowiu. 2 czerwca 2014 zapowiedział abdykację na rzecz swego syna, księcia Filipa.
Po decyzji tej doszło do demonstracji w wielu hiszpańskich miastach, inspirowanych przez partie lewicowe, w których domagano się plebiscytu w sprawie dalszej formy ustrojowej państwa. 18 czerwca podpisał przyjętą przez Kortezy Generalne ustawę abdykacyjną. O północy 19 czerwca, gdy ustawa weszła w życie, przestał być panującym królem Hiszpanii. Po abdykacji zachował prawo do tytułu królewskiego. Król pozostanie też osobą nietykalną, czyli będzie całkowicie chroniony prawnie, nie będzie go można pociągnąć do odpowiedzialności za działania z okresu panowania.

## Małżeństwo i potomstwo
W 1962 ożenił się w Atenach z księżniczką grecką Zofią Glücksburg, córką króla Grecji, Pawła I Glücksburga. Para królewska ma troje dzieci:
- Helena (ur. 20 grudnia 1963), infantka, księżna de Lugo;
- Krystyna (ur. 13 czerwca 1965), infantka, księżna Palma de Mallorca;
- Filip (ur. 30 stycznia 1968), król Hiszpanii.

## Odznaczenia
- Wielki Mistrz Orderu Złotego Runa (Hiszpania)
- Wielki Mistrz Orderu Karola III (Hiszpania)
- Wielki Mistrz Orderu Izabeli Katolickiej (Hiszpania)
- Wielki Mistrz Orderu Świętego Ferdynanda (Hiszpania)
- Wielki Mistrz Orderu Świętego Hermenegilda (Hiszpania)
- Wielki Mistrz Orderu Montesy (Hiszpania)
- Wielki Mistrz Orderu Alcántara (Hiszpania)
- Wielki Mistrz Orderu Kalatrawy (Hiszpania)
- Wielki Mistrz Orderu Santiago (Hiszpania)
- Wielki Mistrz Orderu Alfonsa X Mądrego (Hiszpania)
- Krzyż Wielki Orderu Zasług Sportowych (Hiszpania)
- Order Świętego Januarego
- Łańcuch Orderu Króla Abdulaziza al Sauda (Arabia Saudyjska)
- Wielka Wstęga Orderu Leopolda (Belgia)
- Order Świętych Cyryla i Metodego (Bułgaria)
- Order Lwa Białego I klasy (Czechy)
- Order Słonia (1980, Dania)[13]
- Krzyż Wielki Orderu Danebroga (Dania)
- Krzyż Wielki z Łańcuchem Orderu Krzyża Ziemi Maryjnej (Estonia)
- Wielki Łańcuch Orderu Salmona (Etiopia)
- Łańcuch Orderu Królowej Saby (Etiopia)
- Krzyż Wielki Orderu Lakanduli (Filipiny)
- Wielki Łańcuch Orderu Sikatuny (Filipiny)
- Krzyż Wielki Orderu Białej Róży (Finlandia)
- Krzyż Wielki Orderu Narodowego Legii Honorowej (Francja)
- Krzyż Wielki Orderu Narodowego Zasługi (Francja)
- Krzyż Wielki Orderu Zbawiciela (Grecja)
- Kawaler Krzyża Wielkiego Orderu Lwa Niderlandzkiego (Holandia)
- Order Pahlawiego (Iran)
- Medal 2500-lecia Imperium Perskiego (Iran)
- Order of Excellence (Jamajka)
- Order Chryzantemy (Japonia)
- Order Al-Husajna Ibn Alego (Jordania)
- Krzyż Wielki Orderu Boyacá (Kolumbia)
- Łańcuch Narodowego Orderu Świętego Karola (Kolumbia)
- Order Wolności (Kosowo, 2004)[14]
- Krzyż Wielki ze Złotą Gwiazdą Orderu Juana Mory Fernándeza (Kostaryka)
- Order Zasługi Stopnia Specjalnego (Liban)
- Wielki Krzyż ze Złotym Łańcuchem Orderu Witolda Wielkiego (Litwa)
- Order Domowy Nassauski Lwa Złotego (Luksemburg)
- Krzyż Wielki Orderu Trzech Gwiazd (Łotwa)
- Krzyż Wielki Orderu Westharda (Łotwa, 2007)[15]
- Łańcuch Orderu Orła Azteków (Meksyk)
- Stopień Specjalny Krzyża Wielkiego Orderu Zasługi RFN (Niemcy)
- Wielki Komandor Orderu Republiki Federalnej (Nigeria)
- Krzyż Wielki Orderu Świętego Olafa (Norwegia)
- Krzyż Wielki Specjalny Order Vasco Núñeza de Balboa (Panama)
- Order Orła Białego (2001, Polska)
- Order Zasługi PRL I kl. (1989, Polska)[16]
- Krzyż Wielki Orderu Wojskowego Wieży i Miecza (Portugalia)
- Wielki Łańcuch Orderu Wojskowego Wieży i Miecza (Portugalia)
- Krzyż Wielki Orderu Wojskowego Chrystusa (Portugalia)
- Krzyż Wielki Orderu Wojskowego Avis (Portugalia)
- Wielki Łańcuch Orderu Wojskowego Świętego Jakuba od Miecza (Portugalia)
- Wielki Łańcuch Orderu Infanta Henryka (Portugalia)
- Wielki Łańcuch Orderu Wolności (Portugalia)
- Order Niepokalanej Matki Boskiej z Vila Viçosa (Portugalia)
- Krzyż Wielki Orderu Dobrej Nadziei (RPA)
- Order Gwiazdy SRR I klasy (1979, Rumunia)
- Łańcuch Orderu Gwiazdy Rumunii (2003, Rumunia)
- Order Podwójnego Białego Krzyża I Klasy (Słowacja)
- Order Królewski Serafinów (Szwecja)
- Order Rajamitrabhorn (Tajlandia)
- Złoty Łańcuch Orderu Piusa IX (1977, Watykan)[17]
- Order Podwiązki (Wielka Brytania)
- Honorowy Rycerz Krzyża Wielkiego Orderu Imperium Brytyjskiego (Wielka Brytania)
- Królewski Łańcuch Wiktoriański (Wielka Brytania)
- Order Annuncjaty (Włochy)
- Łańcuch Orderu Zasługi Republiki (Włochy)
- Krzyż Wielki Orderu śś. Maurycego i Łazarza (Włochy)
- Krzyż Wielki Orderu Korony (Włochy)
- Wielka Wstęga Narodowego Orderu Lamparta (Zair)
- Krzyż Wielki Konstantyńskiego Orderu Wojskowego św. Jerzego
- Krzyż Wielki Orderu Zasługi Zakonu Kawalerów Maltańskich
- Złoty Order Wolności (2002, Słowenia)[18]

- Krzyż Wielki z Łańcuchem Orderu Sokoła (1985, Islandia)
- Order Złotego Orła (Kazachstan, 2013)

## Genealogia
| Prapradziadkowie                                    | Franciszek de Asís (1822–1902) ∞ 1846 królowa Hiszpanii Izabela II (1830–1904)        | Karol Ferdynand Habsburg (1818–1874) ∞ 1854 Elżbieta Franciszka Habsburg (1831–1903)  | Aleksander Hessen-Darmstadt (1823–1888) ∞ 1851 Julia Hauke (1825–1895)                | Albert Sachsen-Coburg-Gotha (1819–1861) ∞ 1840 Królowa Wielkiej Brytanii Wiktoria Hanowerska (1819–1901) | król Obojga Sycylii Ferdynand II (1810–1859) ∞ 1837 Maria Teresa Habsburg (1816–1867) | Franciszek (1827–1892) ∞ 1850 Maria Izabella Habsburg (1834–1901)             | Ferdynand Filip Orleański (1810–1842) ∞ 1837 Helena Luiza Elżbieta Mecklenburg-Schwerin (1814–1858) | Antoni Orleański (1824–1890) ∞ 1846 Ludwika Ferdynanda (1832–1897)                   |
| Pradziadkowie                                       | król Hiszpanii Alfons XII (1857–1885) ∞ 1879 Maria Krystyna Habsburg (1858–1929)      | król Hiszpanii Alfons XII (1857–1885) ∞ 1879 Maria Krystyna Habsburg (1858–1929)      | Henryk Battenberg (1858–1896) ∞ 1885 Beatrycze Koburg (1857–1944)                     | Henryk Battenberg (1858–1896) ∞ 1885 Beatrycze Koburg (1857–1944)                                        | Alfons (1841–1934) ∞ 1868 Maria Antonietta (1851–1918)                                | Alfons (1841–1934) ∞ 1868 Maria Antonietta (1851–1918)                        | Filip Orleański (1838–1894) ∞ 1864 Maria Izabela Orleańska (1848–1919)                              | Filip Orleański (1838–1894) ∞ 1864 Maria Izabela Orleańska (1848–1919)               |
| Dziadkowie                                          | król Hiszpanii Alfons XIII (1886–1941) ∞ 1806 Wiktoria Eugenia Battenberg (1887–1969) | król Hiszpanii Alfons XIII (1886–1941) ∞ 1806 Wiktoria Eugenia Battenberg (1887–1969) | król Hiszpanii Alfons XIII (1886–1941) ∞ 1806 Wiktoria Eugenia Battenberg (1887–1969) | król Hiszpanii Alfons XIII (1886–1941) ∞ 1806 Wiktoria Eugenia Battenberg (1887–1969)                    | Karol Tankred (1870–1949) ∞ 1907 Ludwika Orleańska (1882–1958)                        | Karol Tankred (1870–1949) ∞ 1907 Ludwika Orleańska (1882–1958)                | Karol Tankred (1870–1949) ∞ 1907 Ludwika Orleańska (1882–1958)                                      | Karol Tankred (1870–1949) ∞ 1907 Ludwika Orleańska (1882–1958)                       |
| Rodzice                                             | Juan de Borbón (1913–1993) ∞ 1935 Maria Mercedes (1910–2000)                          | Juan de Borbón (1913–1993) ∞ 1935 Maria Mercedes (1910–2000)                          | Juan de Borbón (1913–1993) ∞ 1935 Maria Mercedes (1910–2000)                          | Juan de Borbón (1913–1993) ∞ 1935 Maria Mercedes (1910–2000)                                             | Juan de Borbón (1913–1993) ∞ 1935 Maria Mercedes (1910–2000)                          | Juan de Borbón (1913–1993) ∞ 1935 Maria Mercedes (1910–2000)                  | Juan de Borbón (1913–1993) ∞ 1935 Maria Mercedes (1910–2000)                                        | Juan de Borbón (1913–1993) ∞ 1935 Maria Mercedes (1910–2000)                         |
| Juan Carlos I (ur. 5 stycznia 1938), król Hiszpanii |                                                                                       |                                                                                       |                                                                                       | |                                                                                       |                                                                               | |                                                                                      |
| Żona                                                | ∞ 14 maja 1962 Zofia Glücksburg (ur. 2 listopada 1938)                                | ∞ 14 maja 1962 Zofia Glücksburg (ur. 2 listopada 1938)                                | ∞ 14 maja 1962 Zofia Glücksburg (ur. 2 listopada 1938)                                | ∞ 14 maja 1962 Zofia Glücksburg (ur. 2 listopada 1938)                                                   | ∞ 14 maja 1962 Zofia Glücksburg (ur. 2 listopada 1938)                                | ∞ 14 maja 1962 Zofia Glücksburg (ur. 2 listopada 1938)                        | ∞ 14 maja 1962 Zofia Glücksburg (ur. 2 listopada 1938)                                              | ∞ 14 maja 1962 Zofia Glücksburg (ur. 2 listopada 1938)                               |
| Dzieci                                              | Helena (ur. 20 grudnia 1963) ∞ 1995 Jaime de Marichalar (ur. 4 lipca 1963)            | Helena (ur. 20 grudnia 1963) ∞ 1995 Jaime de Marichalar (ur. 4 lipca 1963)            | Krystyna (ur. 13 czerwca 1965) ∞ 1997 Iñaki Urdangarin (ur. 15 stycznia 1968)         | Krystyna (ur. 13 czerwca 1965) ∞ 1997 Iñaki Urdangarin (ur. 15 stycznia 1968)                            | Krystyna (ur. 13 czerwca 1965) ∞ 1997 Iñaki Urdangarin (ur. 15 stycznia 1968)         | Krystyna (ur. 13 czerwca 1965) ∞ 1997 Iñaki Urdangarin (ur. 15 stycznia 1968) | król Hiszpanii Filip VI (ur. 30 stycznia 1968) ∞ 2004 Letycja (ur. 15 września 1972)                | król Hiszpanii Filip VI (ur. 30 stycznia 1968) ∞ 2004 Letycja (ur. 15 września 1972) |
| Wnuki                                               | Filip de Marichalar y (ur. 17 lipca 1998)                                             | Wiktoria de Marichalar y Borbón (ur. 9 września 2000)                                 | Juan Valentin Urdangarín y Borbón (ur. 29 września 1999)                              | Pablo Nicolás Urdangarín y Borbón (ur. 6 grudnia 2000)                                                   | Miguel Urdangarín y Borbón (ur. 30 kwietnia 2002)                                     | Irena Urdangarín y Borbón (ur. 5 czerwca 2005)                                | Eleonora (ur. 31 października 2005)                                                                 | Zofia (ur. 29 kwietnia 2007)                                                         |